# 루드라니
루드라니(산스크리트어: रुद्राणी)는 시바의 전신인 루드라의 아내이다. 후대의 많은 학자들이 루드라니를 시바의 배우자인 파르바티와 연관시키기 시작했다.